# Coral Sant Medir

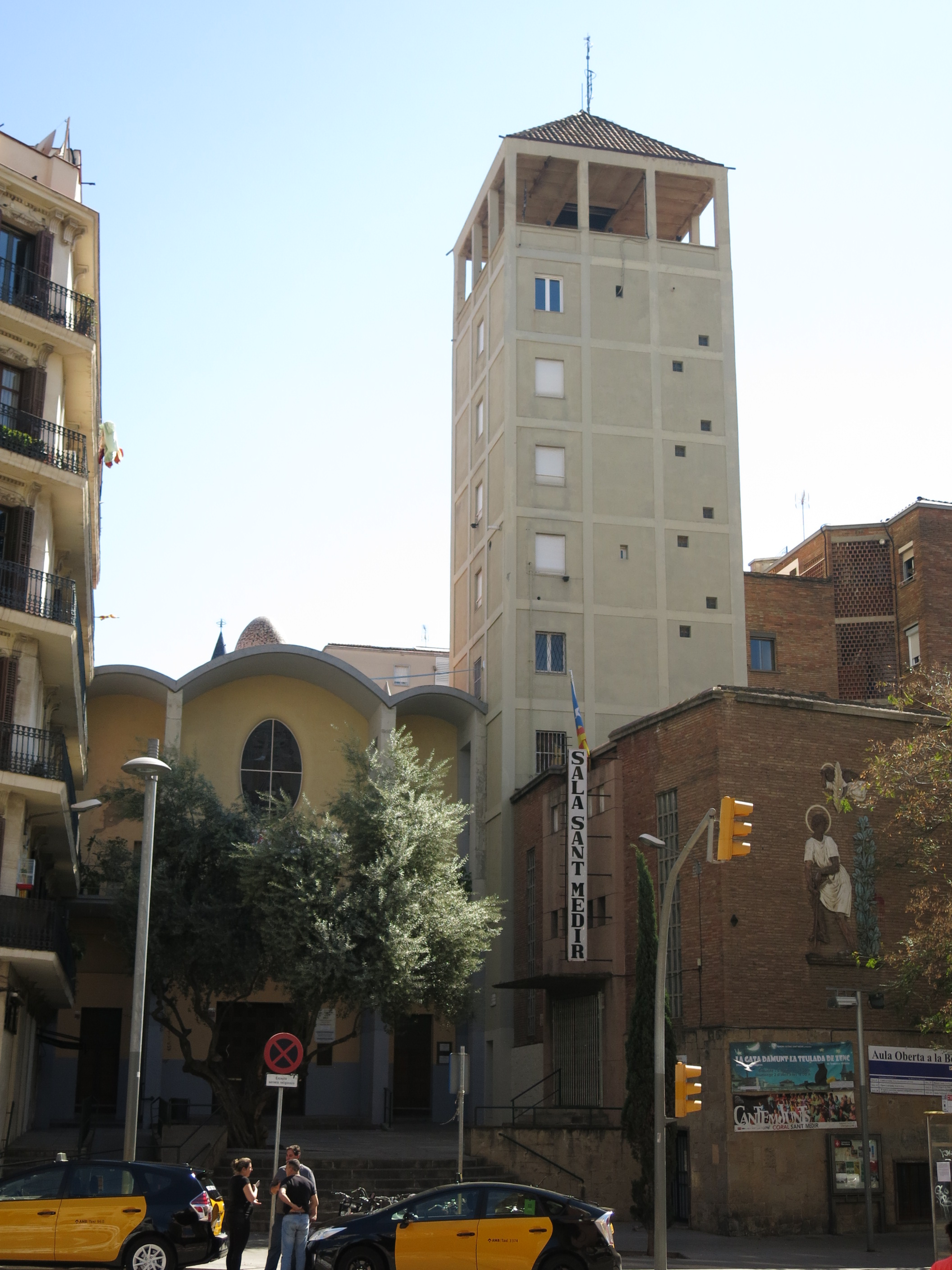
Parròquia de Sant Medir. Carrer Constitució, 17, La Bordeta, Sants, Barcelona

La Coral Sant Medir és una entitat catalana creada l'any 1956 que sorgeix dels animadors musicals de les celebracions litúrgiques de la Parròquia de Sant Medir, amb seu al barri de La Bordeta de Sants (Barcelona).
Formada per uns 160 cantaires d'entre 3 i 80 anys es distribueix en diferents cors que afronten repertoris de tot tipus: música antiga, tradicional, clàssica, pop, de musicals, etc. El local d'assaig és al passatge de Toledo, 10-14, 2n pis, de Barcelona. Forma part de les federacions corals de Catalunya com la Federació Catalana d'Entitats Corals i el Secretariat de Corals Infantils de Catalunya.
Ha participat en esdeveniments com el Cantem per recordar l'1 d'octubre, el concert a l'Associació Catalana pels Drets Civils a Prada, el concert a la XXXIV edició del Premi 8 de març Maria Aurèlia Capmany i el Dinar-concert per la Marató de TV3. A més organitza i participa en actes i concerts que es realitzen de forma periòdica anual, com són el Cicle d'Espectacles Musicals, el Cant de la Sibil·la, el concert de Sant Medir, el concert d'Advent Coral a la Seu del Districte de Sants-Montjuïc i el Concert de Sant Esteve. El 2018, els 26ens Premis Sants-Montjuïc guardonen la Coral Sant Medir amb el reconeixement col·lectiu per fomentar el cant coral al barri de la Bordeta.

## Història
L'any 1948, al barri de la Bordeta de Barcelona, neix la Parròquia de Sant Medir. La funda mossèn Amadeu Oller, organista, pianista, músic, compositor i home de gran empenta i de profunda fe evangèlica que conscient de la realitat social del barri es posa a treballar en tots els àmbits. La Parròquia es converteix així en un centre aglutinador social, immers en la cultura catalana amb projecció a tots els àmbits d'enriquiment humà i personal. Tot i que al 1950, a l'església de Sant Medir, un petit cor de quatre persones canta gregorià a les misses de diumenge, no és fins al 1956 quan es forma un cor que assajarà cada dimarts i divendres que sorgeix oficialment la Coral Sant Medir, dirigida pel mestre Agustí Cohí Grau i amb l'empenta del vicari Mn. Josep Bigordà. L'any 1978, després d'uns anys d'aturada a causa del context sòcio-polític del país, la Coral Sant Medir reprèn l'activitat de la mà de directors com Josep Gustems, Ricard Bordas, Xavier Vilajosana i Josep Caballé.